# ليسا (براشوف)
ليسا (بالألمانية: Lissa); (بالمجرية: Lisza) هي طائفة تقع في رومانيا في مقاطعة براشوف وتحديداً في منطقة فجاراش. تشتهر هذه المنطقة بعاداتها في عُطل الشتاء والمعروفة بفرق الشباب (بالرومانية: ceată de Feciori).
تتكون الطائفة من ثلاثة قُرى وهي بريزا وليسا وبوجورتا أو بوسورتا. ويُعتبر الكاتب الروماني أوكتافين بالر أحد مواليد المنطقة؛ فقد ولد فيها سنة 1926 م، وتخرج في إحدى مدارسها في المرحلة الأساسية من تعليمه.
وعلى أرض المنطقة المتحف المعروف باسم لافالتوري  والذي يحوي تجهيزات عمرها أكثر من مئة عام كانت تُستخدم لتصنيع الحرامات الصوفية. وقد كانت تلك المعدات والتجهيزات تُشغل بواسطة مياه نهر ليسا.
بالقرب من ليسا يقع دير سامباتا ديسوس، كما ويقع إلى الجنوب منها بمسافة أربعة أكيال، في بريزا بقايا لحصن قروسطي.
وفي خمسينيات القرن العشرين، كانت ليسا مضطهدة على يد النظام الشيوعي؛ بسبب نشاط مجموعة من المقاتلين ضد الشيوعية في المنطقة. وقد فقد عدد كبير من الناس أرواحهم، كما زج بآخرين في السجون من قبل السلطات الشيوعية، مثل جون جافريلا أوغورانو الذي تعرض للسجن والمطاردة أثناء نشاطه القتالي ضد الشيوعية.

## وصلات خارجية
- (بالرومانية) Articol in Jurnalul National, Iulie 2009, despre Lisa نسخة محفوظة 9 يوليو 2009 على موقع واي باك مشين.
- متحف لا فالتوري

## الملاحظات
1. ↑  طائفة هنا بمعنى مقاطعة صغيرة ضمن بلاد أكبر وهي الترجمة الصحيحة لكلمة Commune الإنجليزية. والكوميون هو أصغر وحدات التقسيم الإداري في دول مثل فرنسا وسويسرا. وقد استخدمت كلمة طائفة بهذا المعنى في عهد ملوك الطوائف في الأندلس.